# Brumath
Brumath is een gemeente in het Franse departement Bas-Rhin (regio Grand Est). De gemeente telde op 1 januari 2022 10.369 inwoners en behoort tot het kanton Brumath en het arrondissement Haguenau-Wissembourg.

## Geografie
De oppervlakte van Brumath bedroeg op 1 januari 2022 29,54 vierkante kilometer; de bevolkingsdichtheid was toen 351 inwoners per km². 

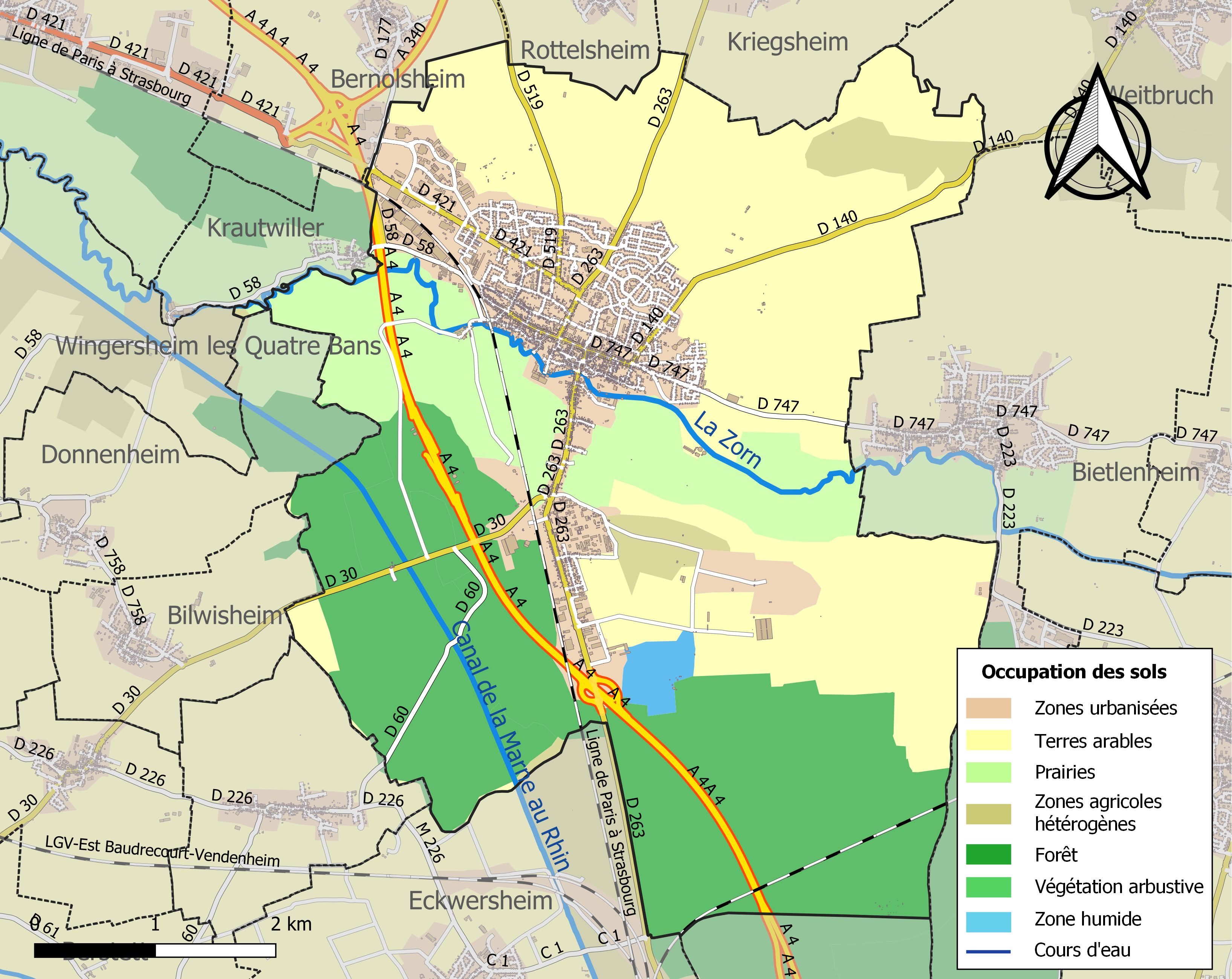
Kaart van de gemeente met de belangrijkste infrastructuur, bodemgebruik en omliggende gemeenten

## Demografie
Onderstaande figuur toont het verloop van het inwonertal (bron: INSEE-tellingen).

## Verkeer en vervoer
In de gemeente staan de spoorwegstations Stephansfeld en Brumath.

## Afbeeldingen

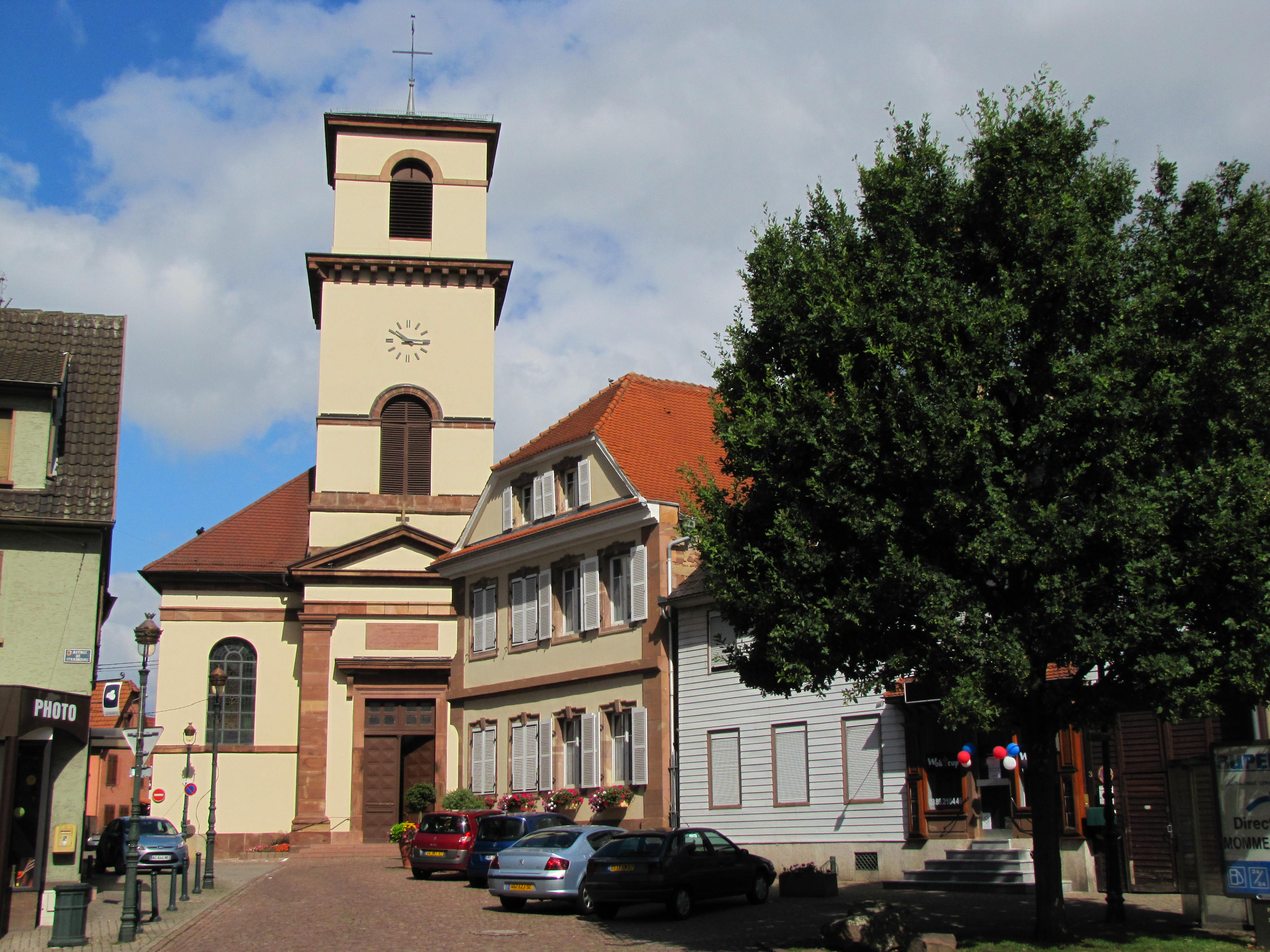
Rooms-katholieke kerk
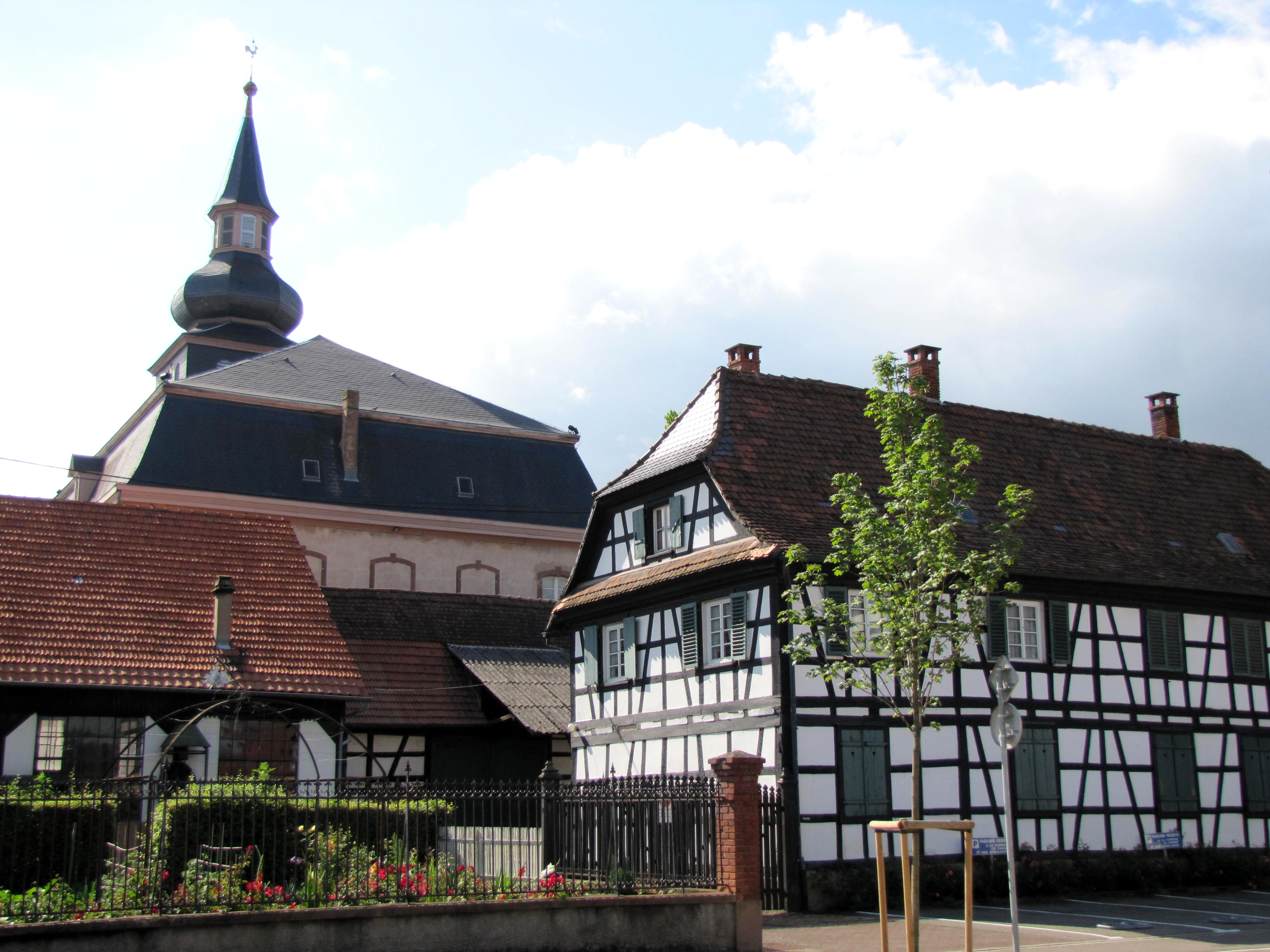
Kasteel Brumath met op de voorgrond twee Vakwerkgebouwen waaronder de Lutherse kerk
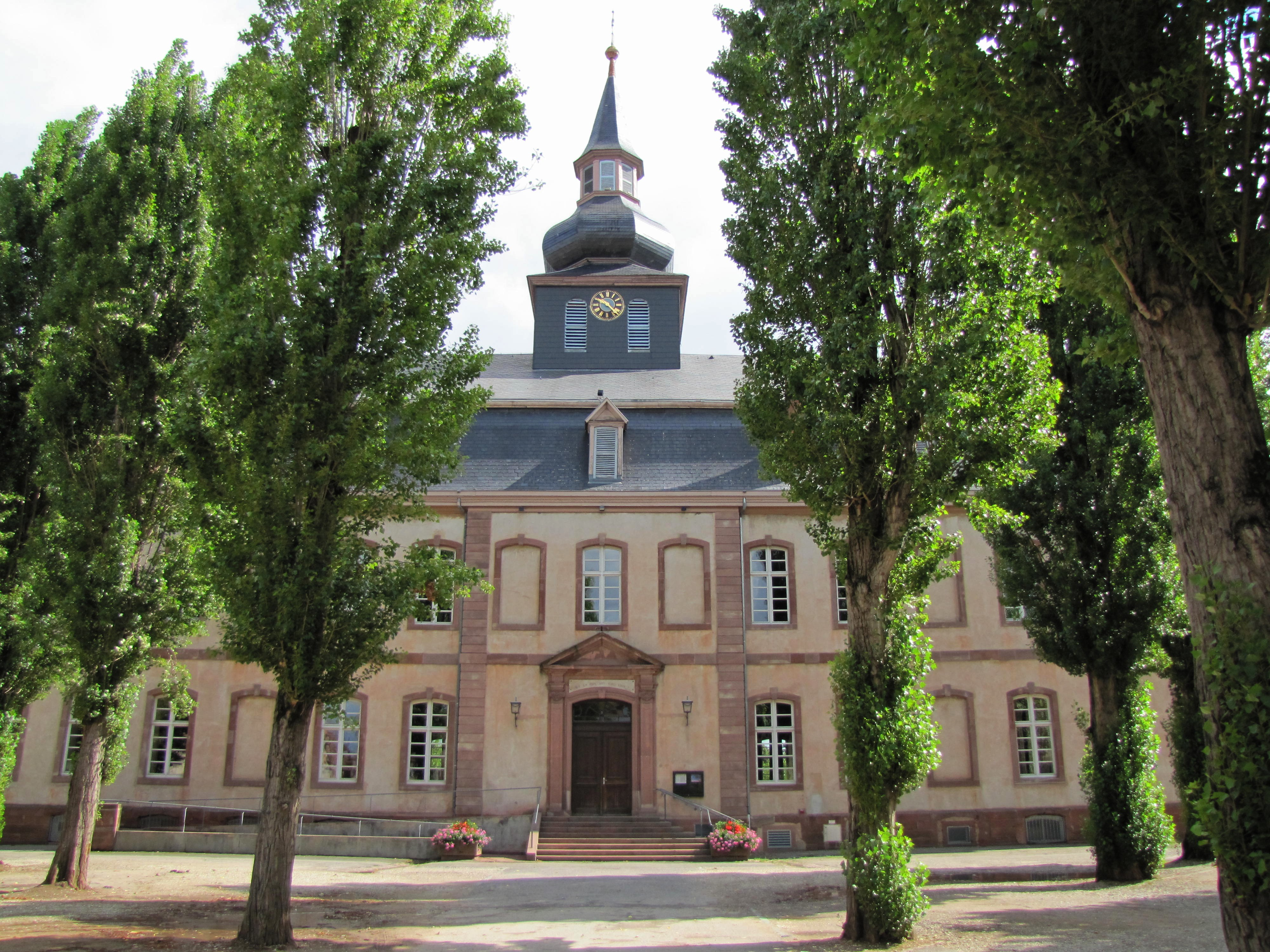
Kasteel Brumath
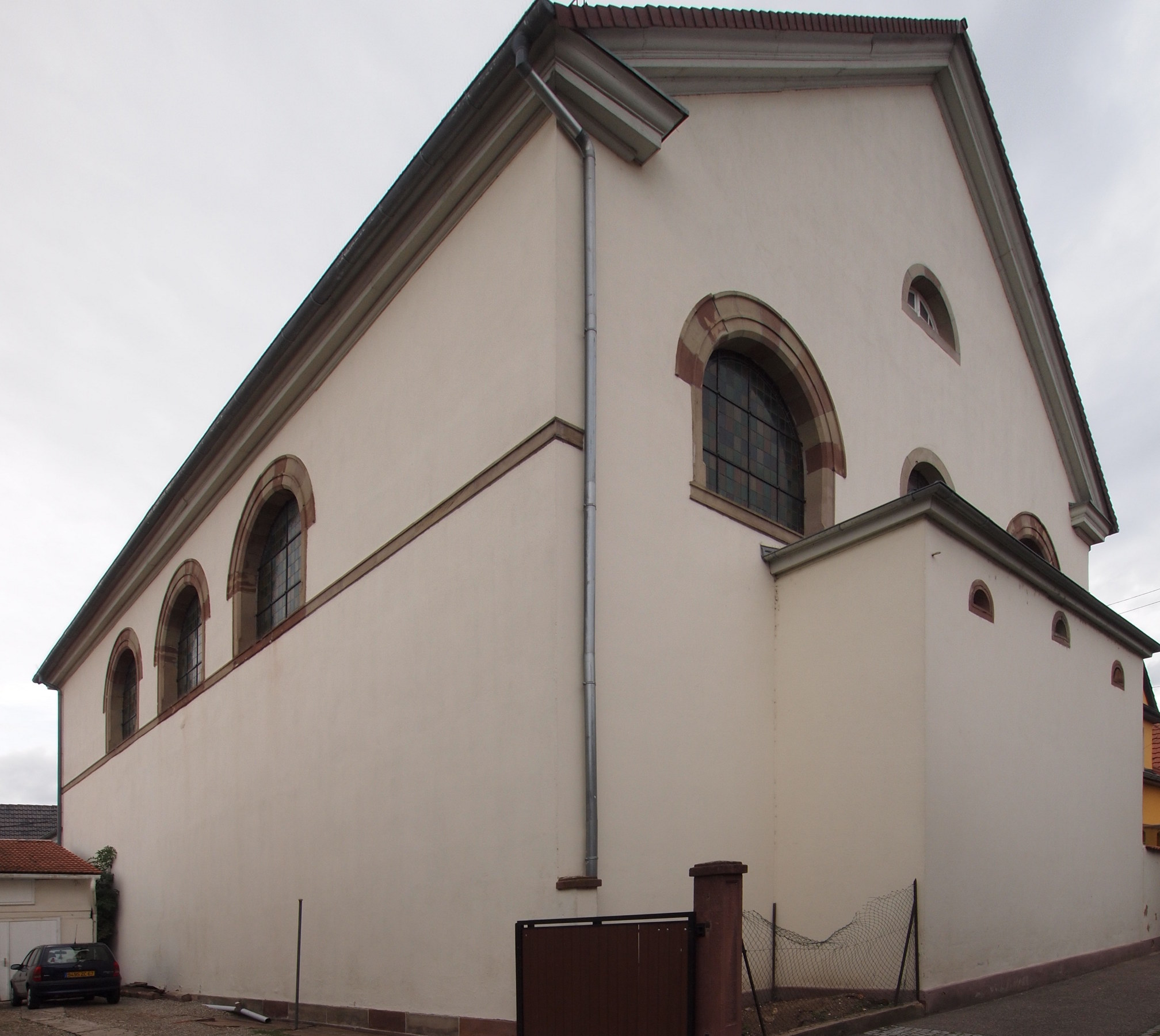
De Synagoge van Brumath
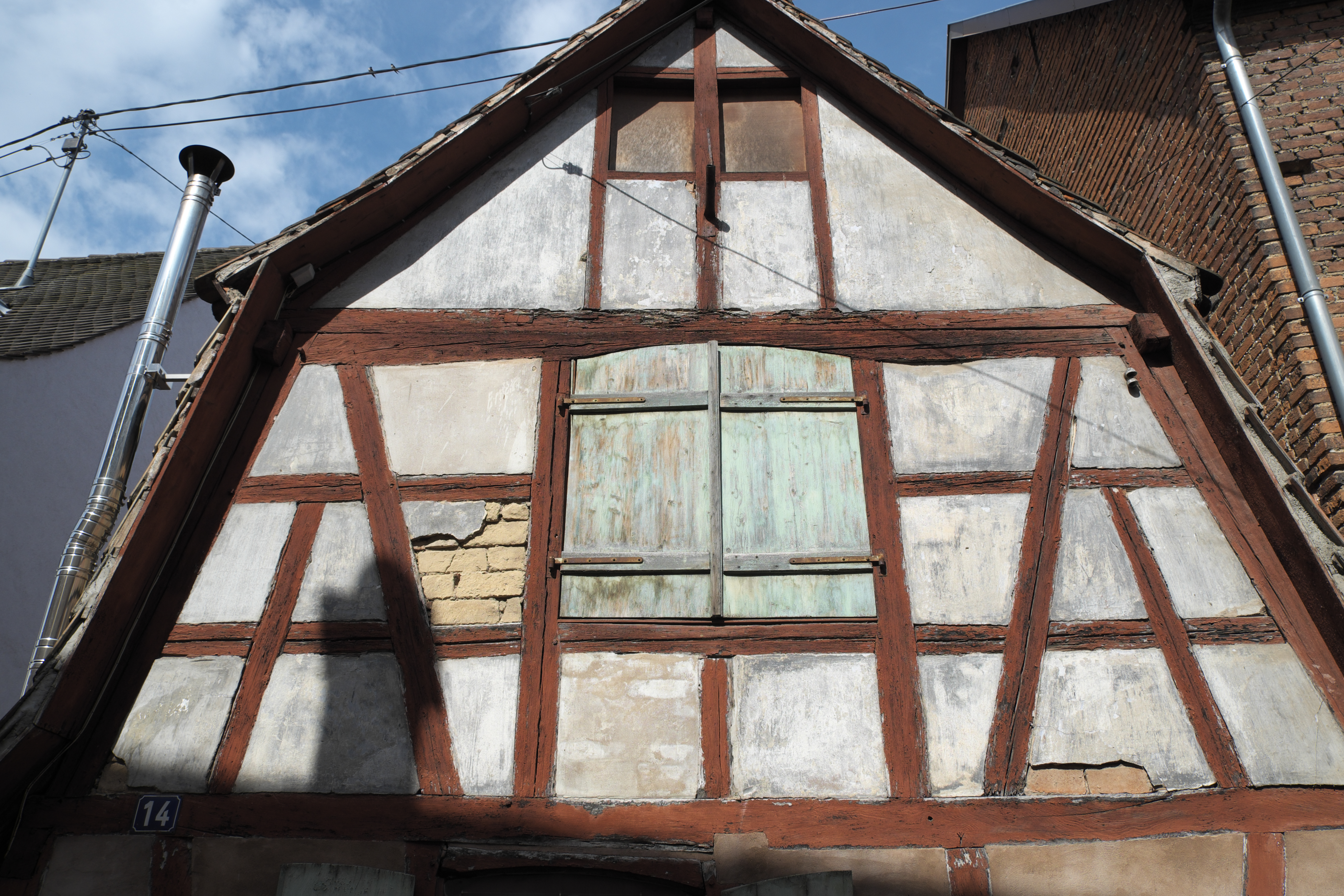
Detail van vakwerkhuis in Brumath
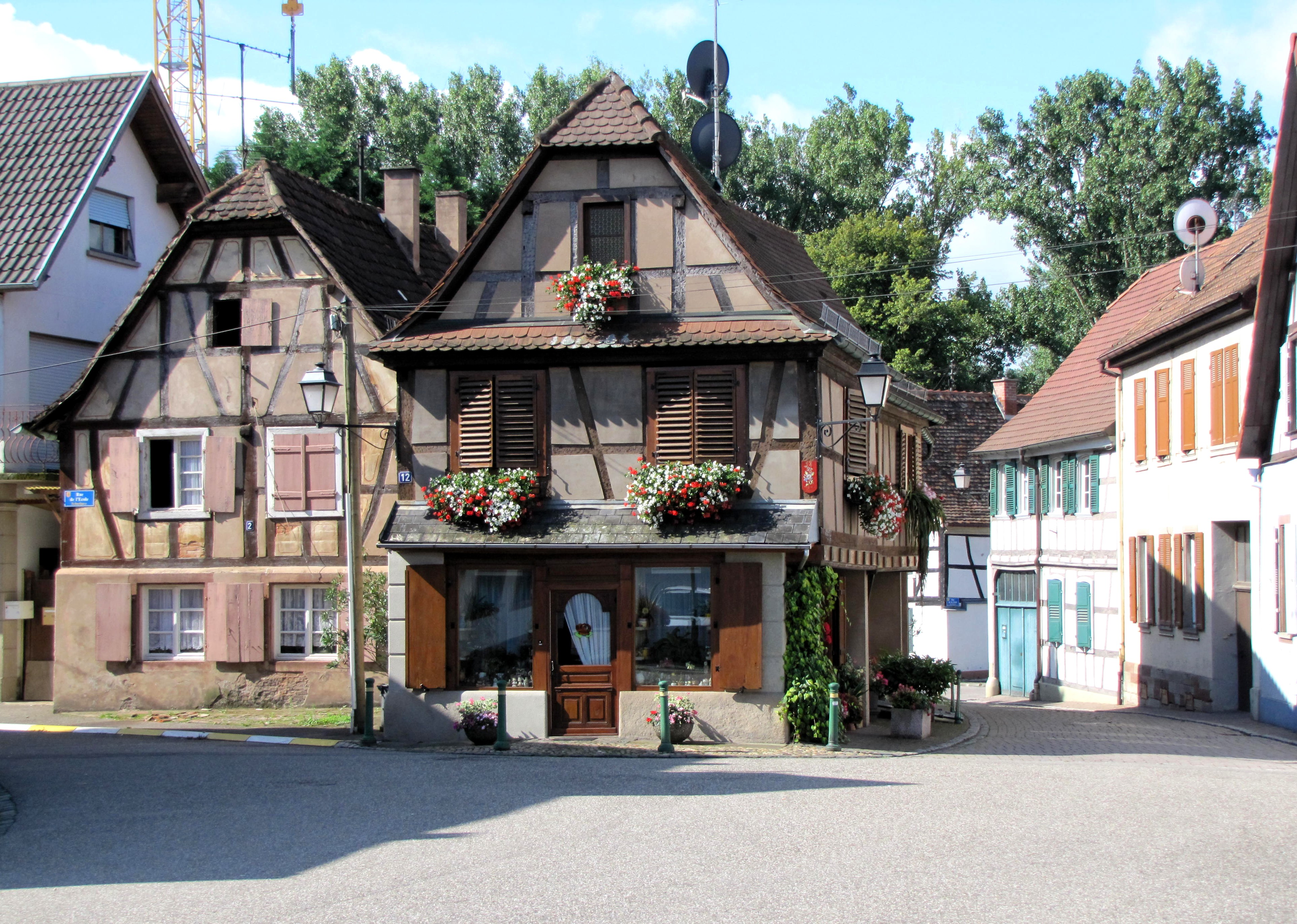
17e eeuwse huizen in Brumath
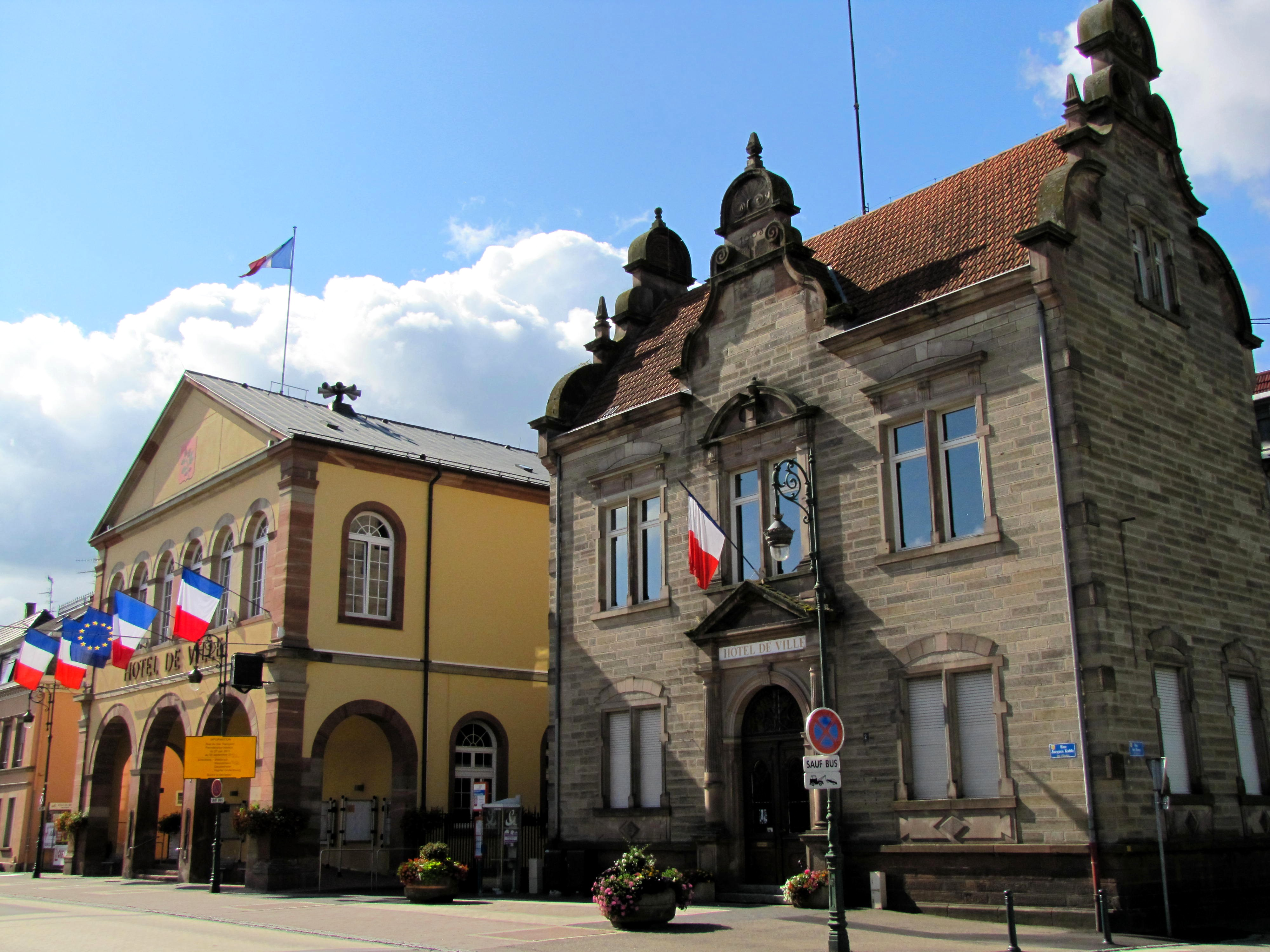
Historische rechtbank in Brumath naast het stadhuis
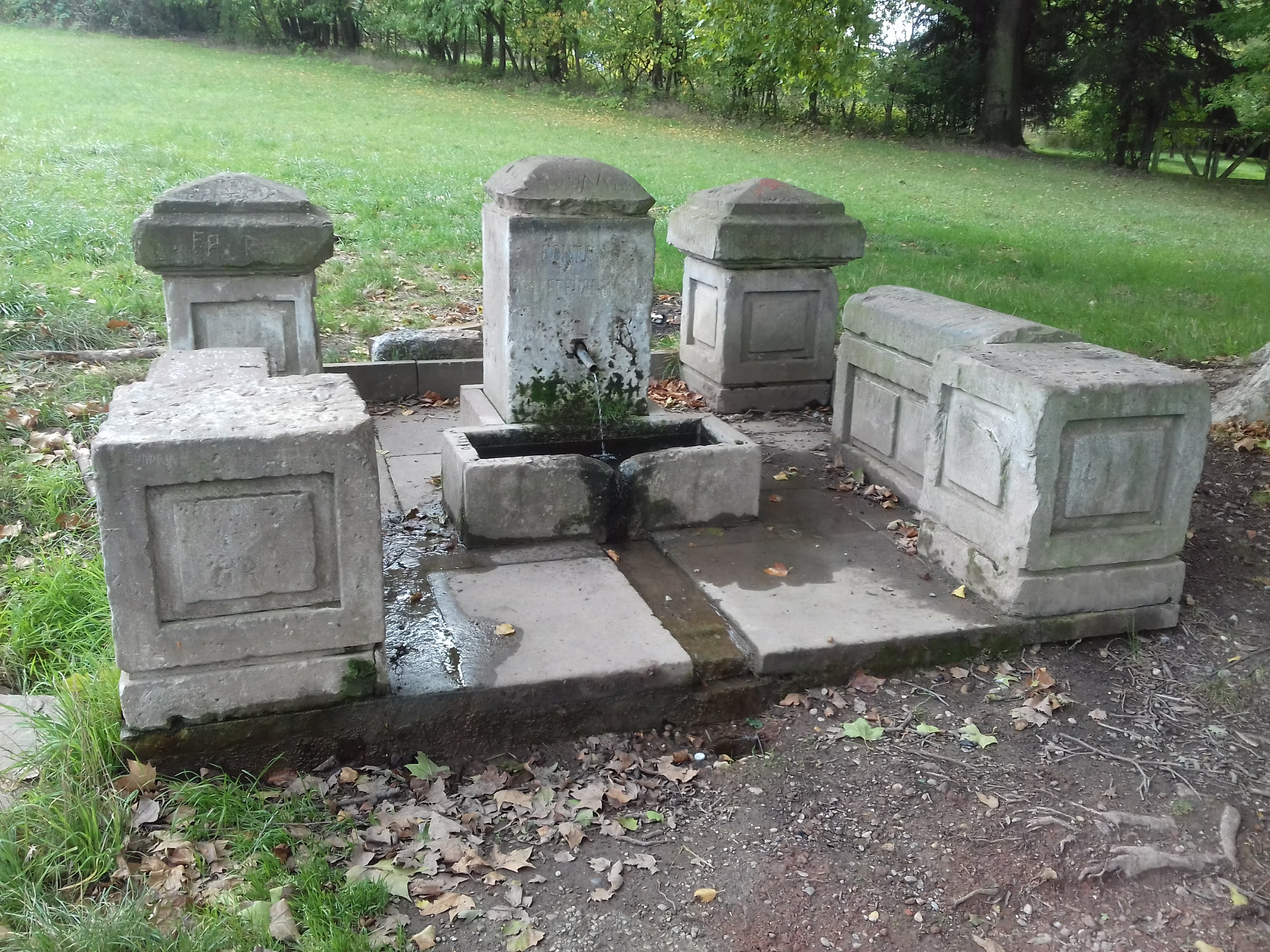
Historische fontein in Brumath
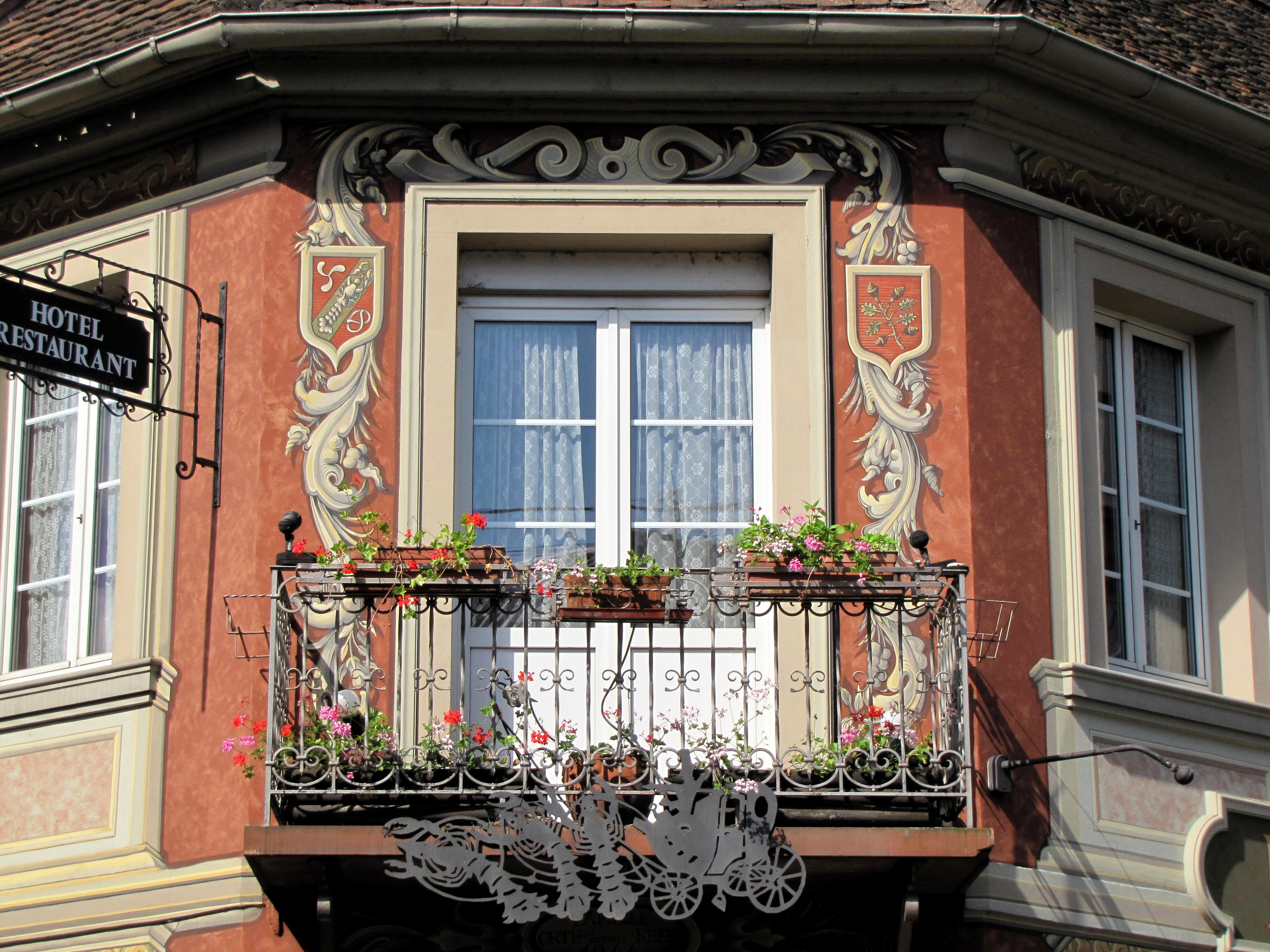
Detail historisch huis in Brumath
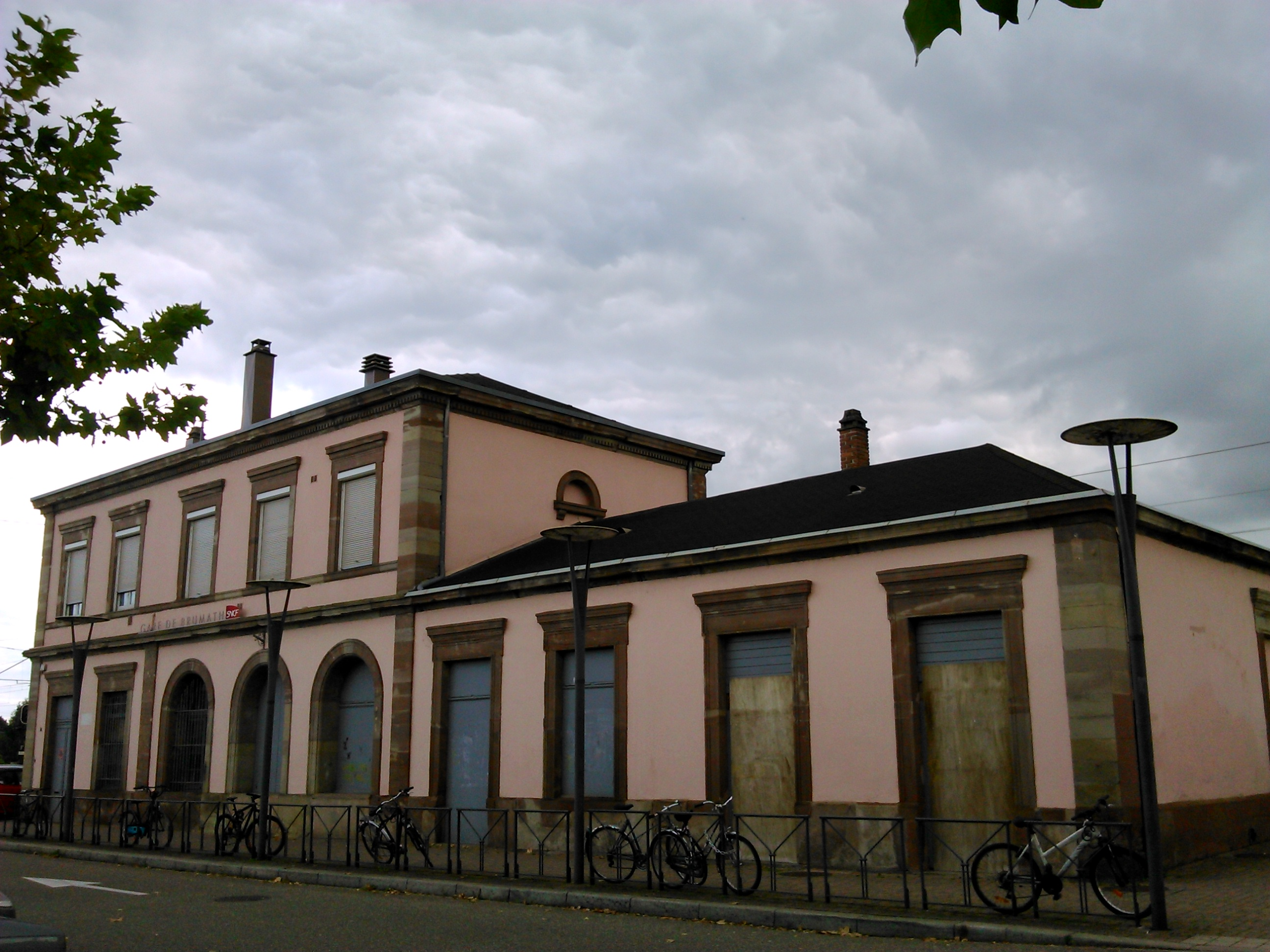
Het Treinstation van Brumath
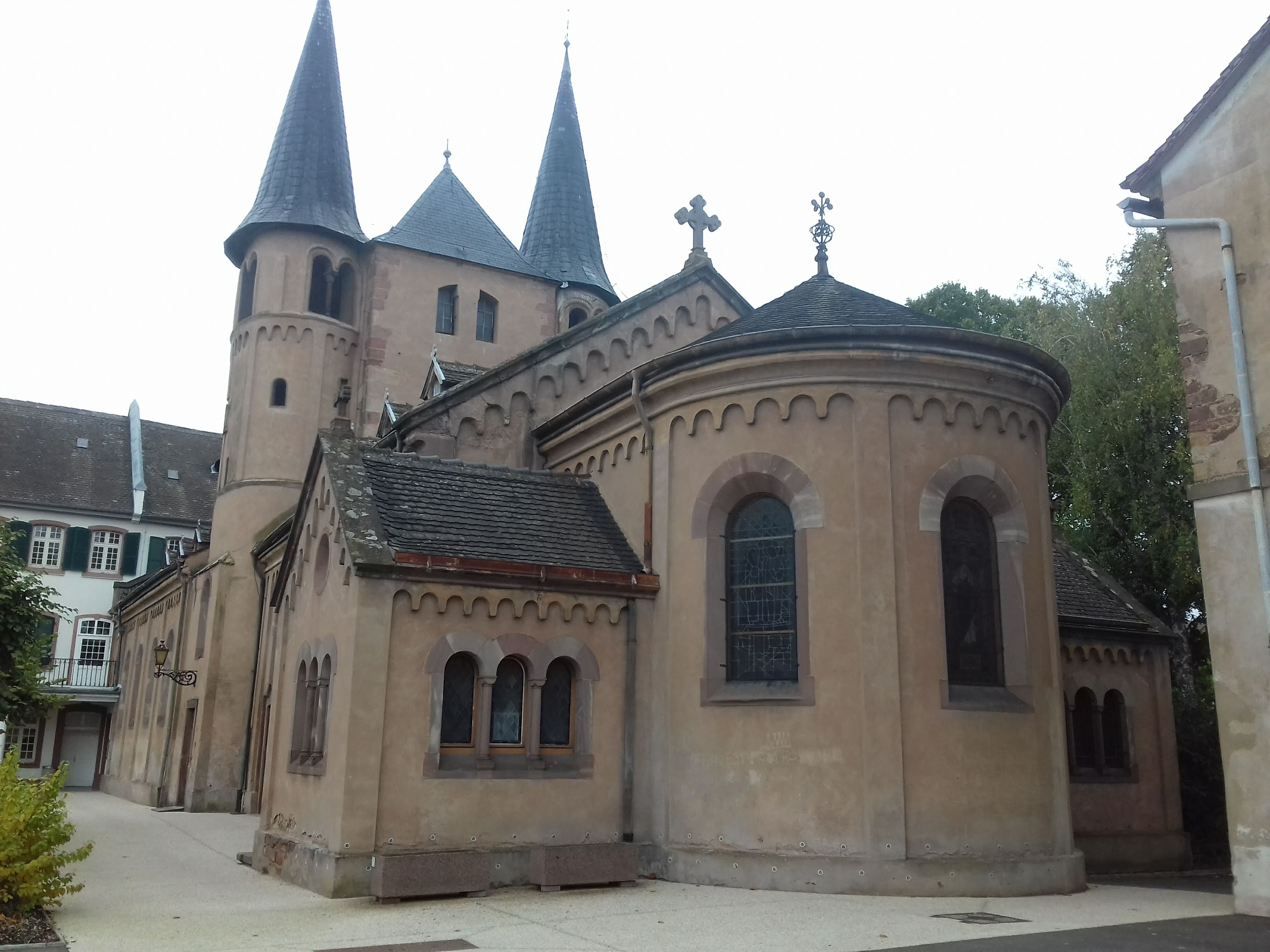
Sinte-Mariakerk in Stephansfeld
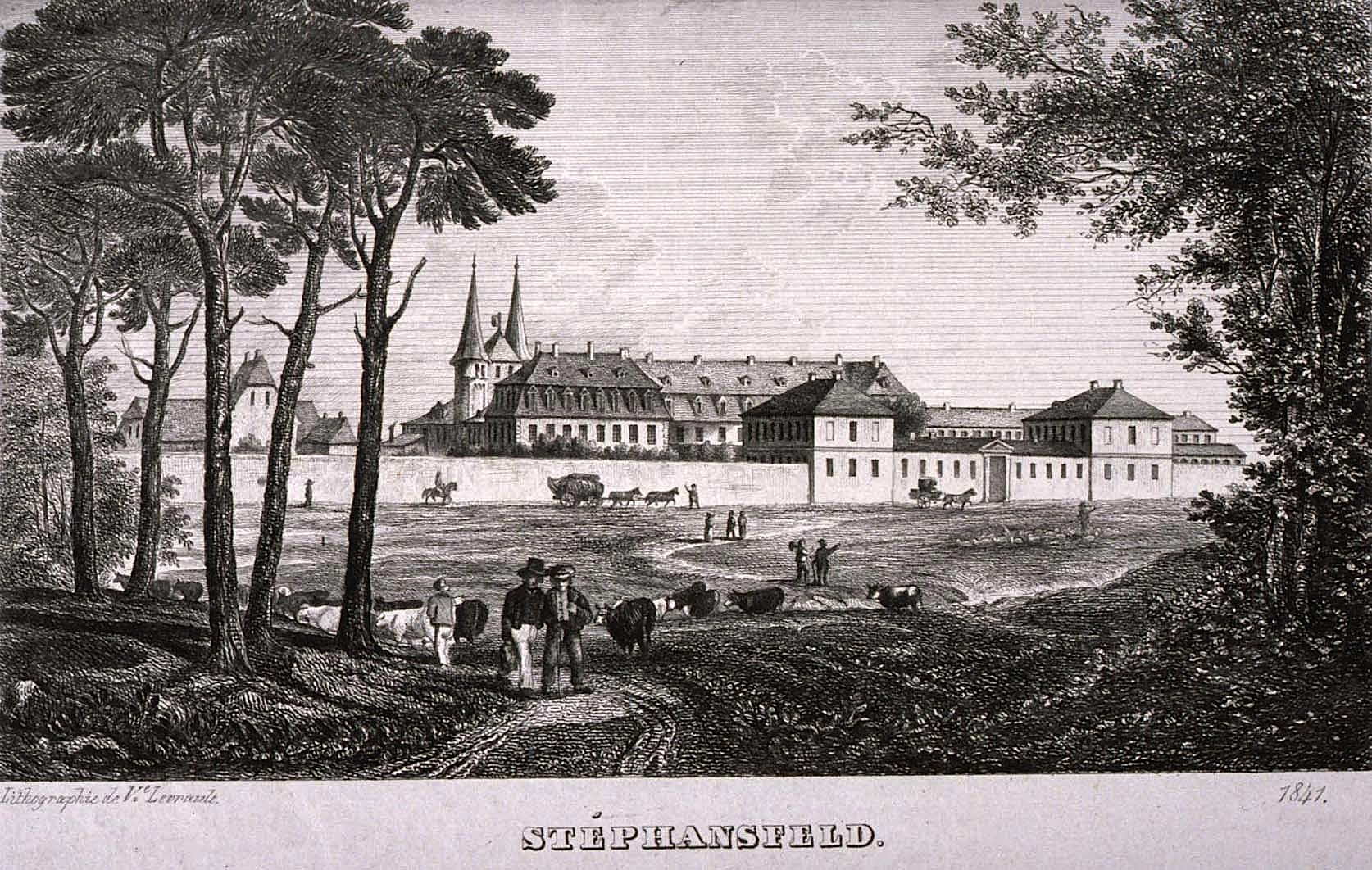
Het historische klooster van Stephansfeld rond 1841